# Avila Beach (Kalifornie)
Avila Beach je osada v okresu San Luis Obispo County v Kalifornii, USA. Nachází se 257 km severozápadně od města Los Angeles a přibližně 320 km jižně od San Francisca. V roce 2010 zde žilo 1 627 obyvatel.